# المركن (مبين)

تعديل مصدري - تعديل

المركن هي إحدى قرى عزلة بني الشومي بمديرية مبين التابعة لمحافظة حجة، بلغ تعداد سكانها 361 نسمة حسب تعداد اليمن لعام 2004.